# USS Kimberly (DD-80)
USS Kimberly (DD–80) là một tàu khu trục lớp Wickes của Hải quân Hoa Kỳ trong giai đoạn Chiến tranh Thế giới thứ nhất. Nó là chiếc tàu chiến đầu tiên của Hải quân Hoa Kỳ được đặt tên theo Chuẩn đô đốc Lewis Ashfield Kimberly.

## Thiết kế và chế tạo
Kimberly được hạ thủy vào ngày 14 tháng 12 năm 1917 bởi hãng Fore River Shipbuilding Company tại Quincy, Massachusetts; nó được đỡ đầu bởi Cô Elsie S. Kimberly, con gái Đô đốc Kimberly; và được đưa ra hoạt động vào ngày 26 tháng 4 năm 1918, dưới quyền chỉ huy của Trung tá Hải quân A. W. Johnson.

## Lịch sử hoạt động
Sau khi hoàn tất chạy thử máy, Kimberly rời Boston, Massachusetts ngày 19 tháng 5 năm 1918, hộ tống một đoàn tàu vận tải đi sang Anh Quốc. Sau khi đến nơi vào tháng 6, chiếc tàu khu trục trải qua suốt thời gian còn lại của chiến tranh bảo vệ các con tàu từ Anh đi đến vùng chiến sự tại Châu Âu. Nó rời Queenstown, Ireland vào ngày 26 tháng 12; và sau khi về đi đến Boston vào ngày 8 tháng 1 năm 1919, Kimberly tham gia các hoạt động huấn luyện dọc bờ biển. Vào tháng 5, chiếc tàu khu trục đã phục vụ như là tàu cứu nạn dự phòng tại vùng biển New England trong chuyến bay vượt Đại Tây Dương đầu tiên do một thủy phi cơ NC-4 Hải quân thực hiện dưới quyền chỉ huy của Thiếu tá Hải quân Albert C. Read.
Kimberly hoàn tất các cuộc cơ động ngoài khơi Newport, Rhode Island trước khi đi vào Xưởng hải quân Boston tiến hành sửa chữa lớn. Nó gia nhập Lực lượng Khu trục tại Newport ngày 18 tháng 4 năm 1921, và đã hoạt động phối hợp với tàu ngầm trong suốt mùa Hè. Kinh nghiệm thu lượm từ các cuộc thử nghiệm ban đầu có giá trị lớn trong việc hoàn thiện kỹ thuật tác chiến dưới nước. Kimberly trải qua mùa Đông tại Charleston, South Carolina trước khi đi đến Philadelphia, Pennsylvania vào ngày 29 tháng 3 năm 1922, nơi nó được cho ngừng hoạt động vào ngày 30 tháng 6. Lườn của nó được bán cho hãng Boston Iron & Metal Company, Baltimore, Maryland vào ngày 20 tháng 4 năm 1939 để tháo dỡ.